# Берлинский кинофестиваль
Берлинский международный кинофестиваль (нем. Internationale Filmfestspiele Berlin, Берлинале) — ежегодный международный кинофестиваль, проводится с 1951 года в Берлине. Основной приз — «Золотой медведь» (медведь — геральдический символ Берлина). Проводится ежегодно в феврале (но до 1978 года проводился летом).
В отличие от Каннского кинофестиваля, Берлинале ориентирован на прогрессивный геополитический кинематограф. Жюри уделяет особое внимание тому, чтобы в фестивальной программе были представлены фильмы со всего мира, в том числе фильмы стран бывшего «Восточного Блока».
Премьеры проходят во дворце Берлинале. Художественный руководитель фестиваля с апреля 2024 года — американка Триша Таттл.

## История
Фестиваль проводится с 1951 года. Его учредителями стали союзники по Второй мировой войне — США, Великобритания и Франция, под чьим управлением после войны находился Западный Берлин. В первый год существования этого кинофестиваля премии вручало немецкое жюри, а в 1952—1955 гг. проводились опросы публики и голосование в иностранных журналах. Победители определялись по категориям «лучший мюзикл», «лучшая драма», «лучший приключенческий фильм» и «лучшая комедия».
С 1956 года решение о присуждении наград принимает международное жюри. Главным призом фестиваля является «Золотой медведь», присуждаемый за лучший фильм. «Серебряный медведь» присуждается в следующих номинациях: лучший режиссёр, лучший актёр, лучшая актриса, лучшая музыка и приз за выдающиеся достижения в области искусства. Премией Альфреда Бауэра отмечаются картины, «открывающие новые пути в киноискусстве». На «Берлинале-2006» впервые был вручен приз за лучший фильм-дебют.
В 1956 году «Берлинале» получил официальный статус международного кинофестиваля. В конкурсной программе участвуют художественные полнометражные и короткометражные фильмы, созданные в течение 12 месяцев до начала фестиваля и не демонстрировавшиеся на других фестивалях.
В рамках Берлинского киносмотра, помимо конкурсной программы, работают секции «Международный форум молодого кино», «Панорама», фестиваль фильмов для детей, а также европейский кинорынок. В Берлине в наибольшей мере, чем на других фестивалях представлены фильмы категории «не для всех» — так называемое «интеллектуальное кино». Фильмы Ингмара Бергмана, Микеланджело Антониони, режиссёров французской «новой волны» — Жан-Люка Годара, Клода Шаброля имели в разные годы большой успех на Берлинском кинофестивале.
Как правило, на «Берлинале» показывают около 350 фильмов, а посещают этот киносмотр порядка 150 тысяч зрителей.
В августе 2020 года организаторы Берлинского кинофестиваля объявили, что с 2021 года на смотре не будут вручаться отдельные призы лучшему актёру и лучшей актрисе. Вместо этого вводятся две новые награды — «Серебряные медведи» за лучшую главную роль и за лучшую роль второго плана. В заявлении также уточняется, что речь идет о призах, обладателей которых выбирает международное жюри основного конкурса Берлинского кинофестиваля. Новый — гендерно-нейтральный — статус фестиваля продолжает традицию его внимания к вопросам равенства. С 1987 года в рамках киносмотра вручается премия «Тедди» — за лучшие фильмы ЛГБТ-тематики.

## Награды

### Главные призы Берлинале
- «Золотой медведь» — главный приз Берлинского кинофестиваля
  - Премия «Золотой медведь» за лучший полнометражный фильм (с 1951 года)
  - «Золотой медведь» за лучший короткометражный фильм (с 1956 года)
  - «Золотой медведь» за жизненные достижения (с 1982 года)
- «Серебряный медведь» — серия призов Берлинского кинофестиваля
  - Гран-при жюри — вручается фильму, занявшему второе место в основной конкурсной программе (с 1965 года)
  - Премия «Серебряный медведь» за лучшую режиссуру (с 1956 года)
  - Премия «Серебряный медведь» за лучшую женскую роль (с 1956 года)
  - Премия «Серебряный медведь» за лучшую мужскую роль (с 1956 года)
  - Премия «Серебряный медведь» за лучший короткометражный фильм (с 1956 года)
  - Премия «Серебряный медведь» за выдающиеся достижения в области киноискусства (с 1978 года)
  - Приз Альфреда Бауэра[нем.] — вручается за «открытие новых путей в киноискусстве»[3] (с 1987 года)
  - «Серебряный медведь» за лучшую музыку к фильму (в 2002—2007 годах)
  - «Серебряный медведь» за лучший сценарий (с 2008 года)

### Призы независимых жюри
- Приз экуменического жюри
- Премия FIPRESCI
- Shooting Stars Award — вручается молодым европейским актёрам
- «Тедди» — вручается фильмам с ЛГБТ-тематикой

### Другие награды
- Приз за «Лучший дебют» (с 2006 года)
- Бронзовый медведь
- Хрустальный медведь
- Голубой ангел
- Лучшая работа художника
- Лучший сценарий
- Особая премия
- Особая премия жюри
- Особые упоминания жюри
- Почетный серебряный приз
- Премия за персональное достижение
- Премия иностранных делегаций
- Приз за карьеру
- Приз за персональное достижение
- Приз за сценарий и работу с актёрами
- Приз за творчество
- Приз за художественное достоинство
- Приз за художественный вклад

### Прошлые награды
- Специальная золотая премия дирекции фестиваля
- Специальная премия жюри
- Специальная премия за творчество
- Съемочная группа
- Юбилейный приз 30-го фестиваля (1980 год)

- Kino International
- Cubix Kino
- Delphi Filmpalast
- Вим Вендерс
- Шэрон Стоун